# Ilias Haddad
Ilias Haddad (ur. 1 marca 1989 w Dordrechcie) – holenderski piłkarz, grający na pozycji obrońcy. W sezonie 2020/2021 zawodnik Rai Casablanca.

## Kariera juniorska
Ilias Haddad zaczynał karierę w Merwesteijn, a później grał do 2007 roku w młodzieżówce Excelsioru Rotterdam. W latach 2007–2009 grał w zespole młodzieżowym AZ Alkmaar.

## Kariera seniorska
1 lipca 2009 roku został wypożyczony do SC Telstar. W zespole tym zadebiutował 14 sierpnia 2009 roku w meczu przeciwko TOP Oss, zremisowanym 1:1. Pierwszą bramkę strzelił w krajowym pucharze 21 września 2010 roku w meczu przeciwko Fortunie Sittard, wygranym 3:1. Ilias Haddad strzelił gola w 77. minucie. Łącznie w Telstar rozegrał 50 meczów (47 ligowych) i strzelił 2 bramki (w tym jedna nieligowa).
Po powrocie z wypożyczenia 30 czerwca 2011 roku, powrócił do AZ Alkmaar, ale 1 sierpnia tego samego roku wyjechał od Szkocji, do St. Mirren FC. W Szkocji zadebiutował 20 sierpnia 2011 roku, w ligowym meczu przeciwko Hibernian FC, wygranym 1:2, Ilias Haddad wszedł wtedy na 2 minuty. W St. Mirren rozegrał łącznie 11 meczów (10 ligowych).
1 stycznia 2012 roku podpisał kontrakt z bułgarskim CSKA Sofia. W stołecznym zespole zadebiutował 25 marca 2012 roku w meczu przeciwko Lokomotiwowi Płodiw, wygranym 0:3, Ilias Haddad wszedł wtedy na ostatnią minutę. Łącznie w Bułgarii rozegrał 3 mecze.
Od 1 lipca 2012 roku do 18 stycznia roku 2013 pozostawał bez klubu. Wtedy powrócił do ojczyzny, do FC Dordrecht. Najpierw grał z zespołem U–21, gdzie zadebiutował 19 lutego 2013 roku, w meczu przeciwko młodzieżowemu AZ Alkmaar, przegranym 1:4. Później zaliczył jeszcze 3 występy w młodzieżówce. W zespole seniorów zadebiutował 22 lutego 2013 roku, a przeciwnikiem był SBV Excelsior Rotterdam, mecz zakończył się remisem 2:2. Pierwszą bramkę i asystę zaliczył w sezonie 2013/2014. Pierwszą asystę zaliczył 11 kwietnia 2014 roku w meczu przeciwko FC Oss, wygranym 3:2. Asystował przy bramce na 3:2. Pierwszą bramkę strzelił w kolejnym meczu, który odbył się tydzień później. Przeciwnikiem był SC Telstar, a drużyna Iliasa Haddada wygrała mecz 2:5. Holender trafił do siatki w 2. minucie. Z FC Dodrecht występował także w Eredivisie i tam rozegrał 25 meczów. Łącznie w Dodrechcie rozegrał 66 meczów (61 ligowych), trafił jeden raz do siatki i raz asystował.
26 lipca 2016 roku trafił do Maroka, do FARu Rabat. W stołecznym zespole zadebiutował 6 września 2015 roku, w meczu przeciwko Wydadowi Casablanca, przegranym 4:2. Pierwszą bramkę strzelił 6 dni później, w meczu przeciwko OC Safi, zremisowanym 1:1. Ilias Haddad strzelił gola w 67. minucie. Łącznie w stolicy Maroka rozegrał 75 meczów (73 ligowe) i strzelił 2 bramki.
18 lipca 2018 roku podpisał kontrakt z Rają Casablanca. W zespole z największego miasta Maroka zadebiutował 2 września 2018 roku w meczu krajowego pucharu przeciwko Chababowi Atlas Khénifra, wygranym 0:1. Pierwszą asystę zaliczył 9 listopada 2019 roku w meczu przeciwko Youssoufii Berrechid, przegranym 3:2. Asystował przy bramce w 28. minucie. Pierwszą bramkę strzelił 21 kwietnia 2021 roku w meczu Afrykańskiego Pucharu Konfederacji przeciwko Namungo FC, wygranym 0:3. Ilias Haddad strzelił gola w 8. minucie. Z Rają zdobywał: Afrykański Puchar Konfederacji (rok 2018), Afrykański Super Puchar (sezon 2018/2019) oraz mistrzostwo Maroka (sezon 2019/2020). Łącznie w Casablance rozegrał 62 mecze (40 ligowych), strzelił jedną bramkę i raz asystował.

## Kariera reprezentacyjna
Był w kadrze na jeden mecz ojczystej reprezentacji do lat 19.

## Życie prywatne
Posiada obywatelstwo marokańskie.